# 民主乡 (武平县)
民主乡，是中华人民共和国福建省龙岩市武平县下辖的一个乡镇级行政单位。

## 行政区划
民主乡下辖以下地区：
民主村、岭下村、高书村、高横村、林荣村和坪畲村。